# Fürstenhaus (Berlin)

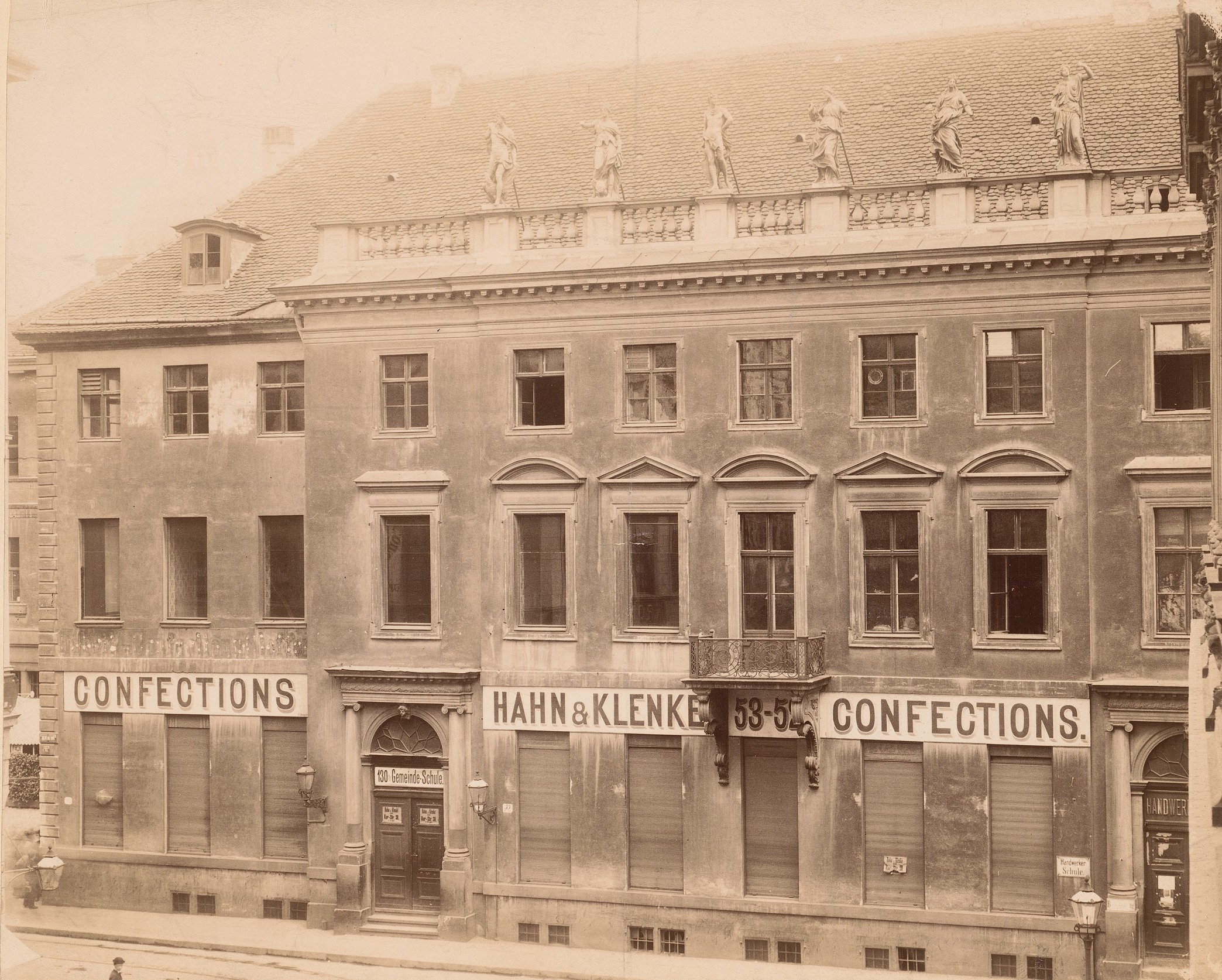
Das Fürstenhaus kurz vor seinem Abbruch (um 1885/1887)

Das Fürstenhaus zu Berlin diente von 1698 bis 1825 den brandenburgischen Kurfürsten und preußischen Königen als Gästehaus zur zeitweiligen Unterbringung hochrangiger Besucher in ihrer Hauptstadt. Das Gebäude in der Kurstraße 52/53 in Berlin wurde 1886 abgerissen. Heute befindet sich an dieser Stelle das Auswärtige Amt.

## Baugeschichte

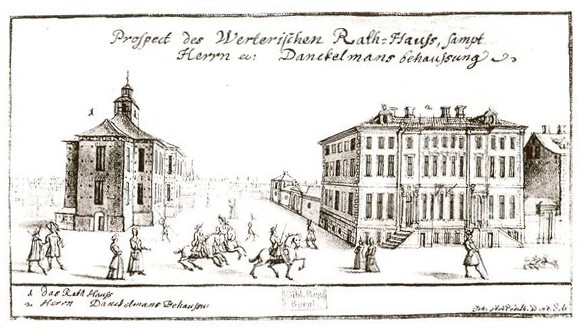
Das Fürstenhaus (rechts) war ursprünglich das Wohnhaus des kurfürstlichen Staats- und Kriegsrats Eberhard von Danckelman,
Zeichnung von Johann Stridbeck d. J., um 1690

Das Grundstück des späteren Fürstenhauses lag ursprünglich auf dem Gelände des ehemaligen sogenannten Schneidemühlenteiches, der im Rahmen der Trockenlegung von Nebengewässern der Spree zugeschüttet wurde. Auf einem Teil des dadurch neu gewonnenen Baugrundes errichtete der brandenburgische Generalquartiermeister Philip de Chiese ein Gebäude, das aber bei seinem Tode (1673) erst halbfertig erbaut war und von seinen Erben 1674 an den brandenburgischen Beamten Eberhard von Danckelman (den späteren „Premierminister“ des Kurfürsten) verkauft wurde. Direkt neben dem Danckelmanschen Anwesen befand sich das Friedrichswerdersche Rathaus.
Nachdem er 1688 zum Staats- und Kriegsrat ernannt und zum mächtigsten Staatsdiener Brandenburgs geworden war, ließ Danckelman sein Haus nach Plänen des Architekten Johann Arnold Nering zu einem prächtigen Stadtpalais ausbauen.
Die Erweiterungsarbeiten waren im Innern des Gebäudes 1690, an den äußeren Bauteilen 1695 abgeschlossen. Nur drei Jahre später, 1698, fiel Danckelman allerdings in Ungnade und Kurfürst Friedrich III. konfiszierte das prächtige Gebäude. Es diente von nun an als „Fürstenhaus“, das heißt zur Unterbringung hochrangiger auswärtiger Besucher.

## Gebäudebeschreibung

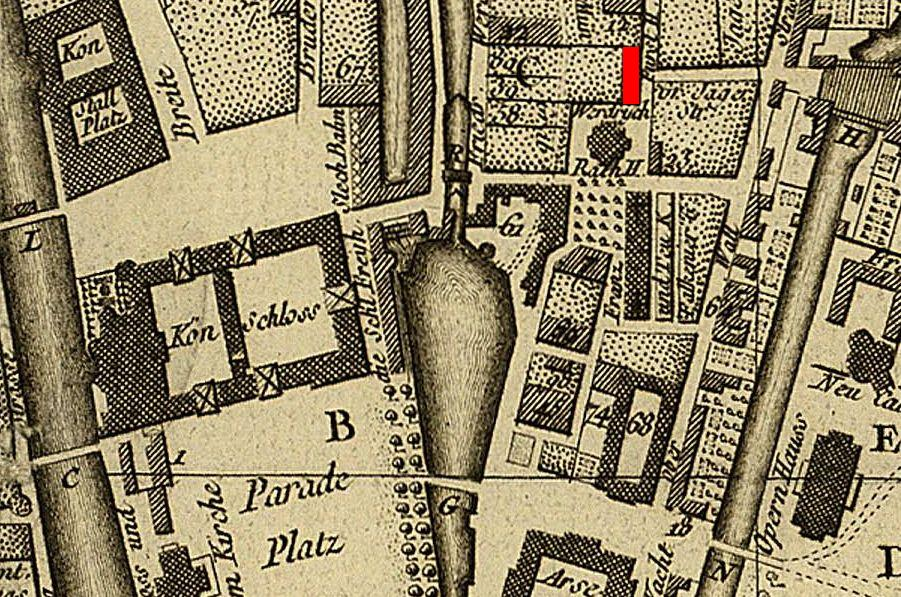
Lage des Fürstenhauses an der alten Friedrichstraße (spätere Kurstraße) neben dem Friedrichswerderschen Rathaus,
Ausschnitt aus der Berlin-Karte von Schmettau, 1757, Norden am unteren Kartenrand

Das Fürstenhaus, das hinter bzw. neben dem Friedrichwerderschen Rathaus lag und später mit Kurstraße 52/53 bezeichnet wurde, war ein ausgesprochen stattlicher Bau: Die Vorderfront von 13 Achsen (d. h. mit einer Breite von 13 Fenstern) besaß ein abgestuftes Mittelrisalit mit zwei Portalen, zu denen je eine einarmige Freitreppe hinaufführte. Vor dem Mittelfenster des ersten Stockwerks befand sich ein Balkon, damals noch eine Seltenheit. Eine Reihe von Sandsteinfiguren auf dem Dachaufsatz krönte das dreigeschossige Gebäude.

Um 1700 arbeitete auch der bekannte Stuckateur Giovanni Simonetti im Fürstenhaus. Da er eng mit dem Architekten Andreas Schlüter zusammenarbeitete, ist es möglich, dass Schlüter auch hier die Entwürfe dazu geliefert hatte.

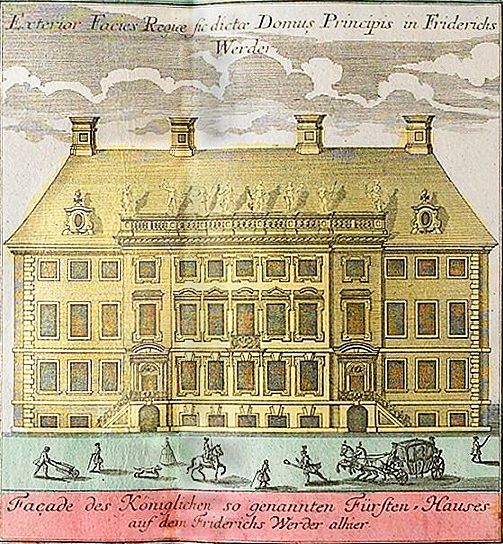
Fürstenhaus (aus Seutter, Beibild zu einem Berlin-Stadtplan, um 1750)
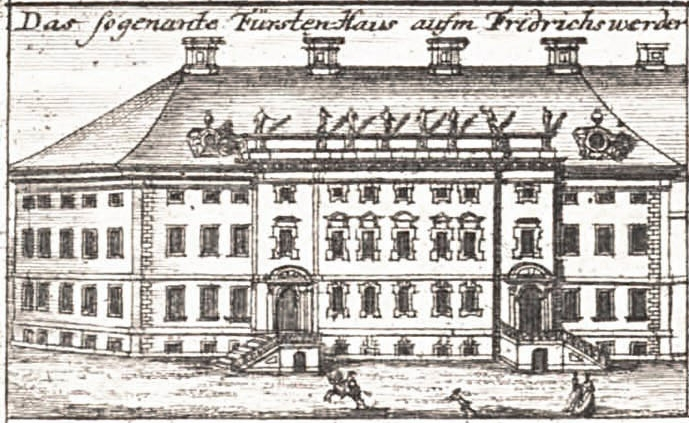
Fürstenhaus (aus Johann David Schleuen, Beibild zum Berlin-Plan, 1757)
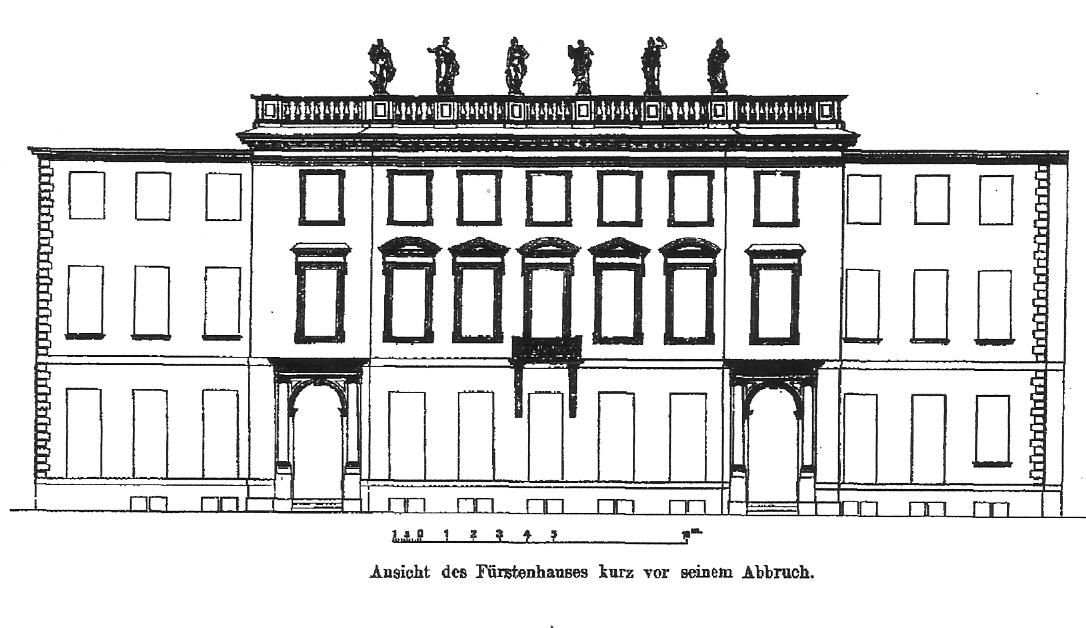
Fürstenhaus (Dach nicht gezeichnet), Zeichnung von Alfred Messel, 1886

## Illustre und skurrile Gäste
Da im Fürstenhaus vor allem offizielle Besucher untergebracht wurden, bezeichnete man es auch als „Gesandtschaftshaus“. Zahlreiche illustre, aber auch manche skurrile Gäste haben im Laufe der Zeit im Berliner Fürstenhaus genächtigt.
Im Jahr 1704 wohnte Lord Marlborough, der Oberbefehlshaber der englischen Truppen im Spanischen Erbfolgekrieg, im Fürstenhaus.
König Friedrich I. brachte 1705 den neapolitanischen Scharlatan und „Goldmacher“ Don Domenico Manuel Caetano Conte de Ruggiero, einen Abenteurer aus den Slums von Neapel, von dessen Diensten er sich großen Gewinn versprach, im Fürstenhaus unter.
Das Fürstenhaus beherbergte 1707 u. a. die Gemahlin des schwedischen Premierministers, Gräfin Piper. Unter ihren Launen und ihrem Stolz hatte der Hof – wie die Kammerfrau der preußischen Königin, Pöllnitz, in einem Brief berichtet – sehr zu leiden. Man hatte eines ihrer Zimmer im Fürstenhaus durch Gobelins mit Darstellungen der Taten des Großen Kurfürsten ausgeschmückt, musste diese aber wieder entfernen, da die Gräfin in der Darstellung der brandenburgischen Siege eine Verhöhnung Schwedens zu erblicken meinte.
Im Jahr 1710 stieg der Prinz Eugen von Savoyen bei seinem Besuch am Berliner Hof im Fürstenhaus ab. Auch der russische Fürst Alexander Danilowitsch Menschikow, der aus einfachen Verhältnissen stammte, aber als Freund und Vertrauter des russischen Zaren Peter I. Karriere machte und 1706 vom Kaiser auch zum Reichsfürsten ernannt wurde, wohnte dort. Ebenso pflegte Fürst Leopold von Anhalt-Dessau dort Wohnung zu nehmen, so oft er nach Berlin kam.
Im Fürstenhaus logierte 1733 für einige Zeit Johann von Eckenberg, der bekannte Abenteurer und Hofkomödiant König Friedrich Wilhelms I., auch der „starke Mann“ genannt. Der König hatte ihm die Erlaubnis erteilt, sogenannte „Assembléen“ zu veranstalten. Die adlige Gesellschaft Berlins konnte sich gegen Entrichtung eines Mitgliedsbeitrags von 30 Taler, zweimal wöchentlich, an jedem Dienstag und Freitag, bei Kartenspiel und Musik im Fürstenhaus vergnügen, wobei unentgeltlich Kaffee, Tee, Schokolade und Limonade gereicht wurden.
Johann Wolfgang Goethe, der seinen Landesfürsten Herzog Karl August nach Berlin begleitete, wohnte 1778 nach einer Mitteilung von Luisa Karsch an Ludwig Gleim im „Logis der fremmden Prinzen“, d. h. im Fürstenhaus auf dem Friedrichswerder. Goethe, seit 1776 in Weimar wohnhaft, war auf einer Inspektionsreise über Leipzig nach Norden, als er sich in Leipzig spontan entschloss, mit Herzog Carl August, in dessen Dienst er stand, nach Berlin mitzufahren. Carl August, 21 Jahre und Goethe, 29 Jahre alt, trafen am 12. Mai abends in Berlin ein und blieben für fünf Tage in der Stadt.

## Weitere Nutzungen

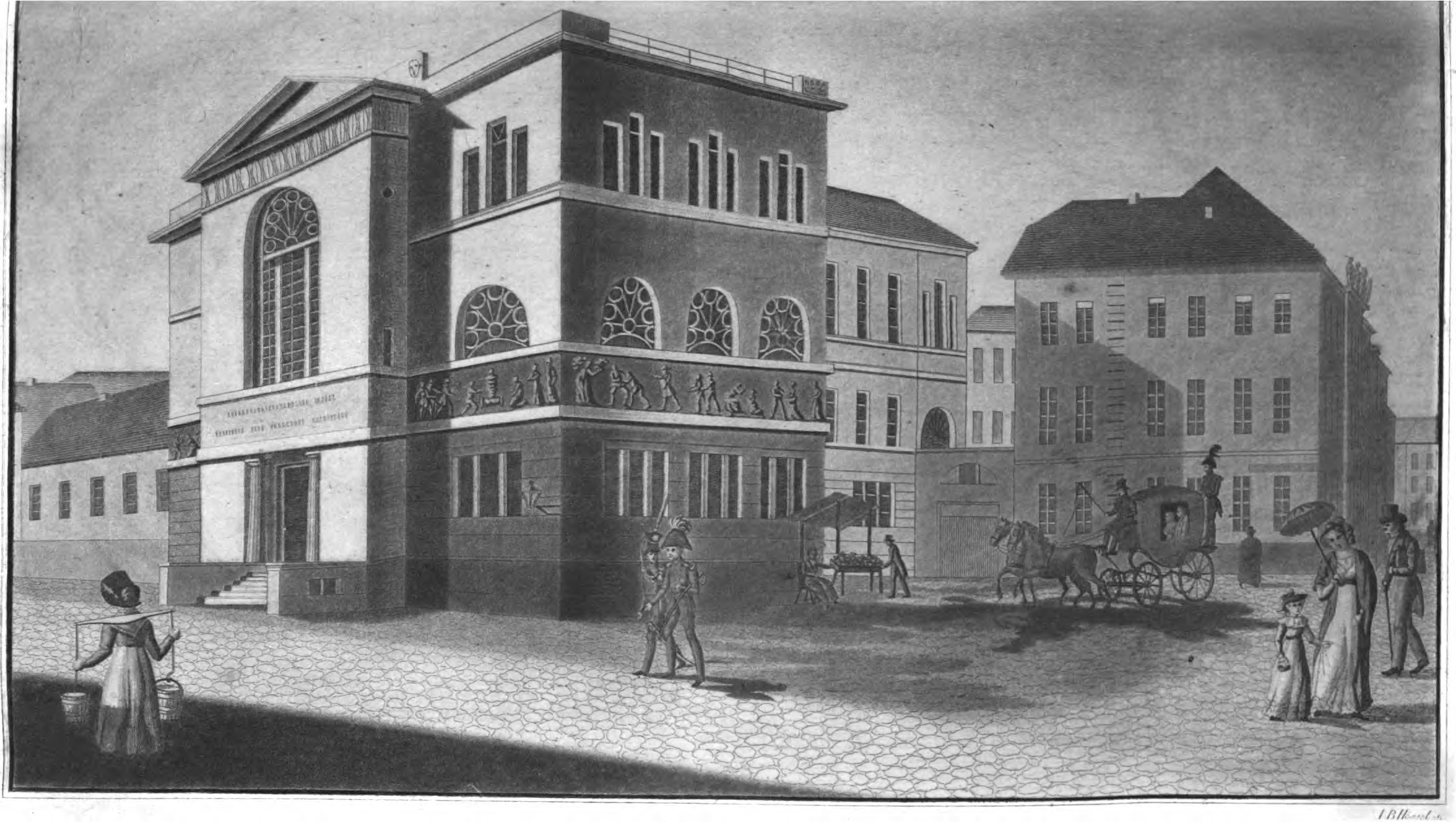
Berliner Münze (links im Vordergrund) und Fürstenhaus (rechts im Hintergrund, von der Seite gesehen), um 1820,
Bild von Johann Baptist Hoessel

Im dritten Geschoss des Fürstenhauses waren die königlichen Pagen untergebracht, wenn der König sich in Berlin aufhielt. 1766 wurde die Königliche Stempel- und Kartenkammer in das Fürstenhaus gelegt und, nachdem diese das Gebäude auf dem Molkenmarkt erhalten hatte, bekam das Oberkriegs-Kollegium in dem Gebäude seinen Sitz.
Zwischen 1825 und 1875 fand im ehemaligen Fürstenhaus der Unterricht des Friedrichwerderschen Gymnasiums in der Kurstraße statt, zeitweise zusammen mit der Gewerbeschule. Seit 1877 nutzte auch das Bekleidungsunternehmen Hahn & Klenke Confections, das fabrikmäßig Damenmäntel für den Großhandel und den Export herstellte, einen Teil der Räume des Fürstenhauses für seinen Geschäftsbetrieb.

## Abriss des Fürstenhauses und der Alten Münze
Das Fürstenhaus wurde 1886 abgebrochen, gleichzeitig mit der von Heinrich Gentz entworfenen Münzprägeanstalt, die an der Stelle des 1794 abgebrannten Friedrichswerderschen Rathauses errichtet worden war. Beide Gebäude mussten einem von Alfred Messel entworfenen Geschäftshaus der Aktien-Gesellschaft Werderscher Markt, dem Werderhaus, weichen.